# Aphodius ikuthanus
Aphodius ikuthanus is een keversoort uit de familie bladsprietkevers (Scarabaeidae). De wetenschappelijke naam van de soort is voor het eerst geldig gepubliceerd in 1935 door Balthasar.